# ヴェネツィア建築大学

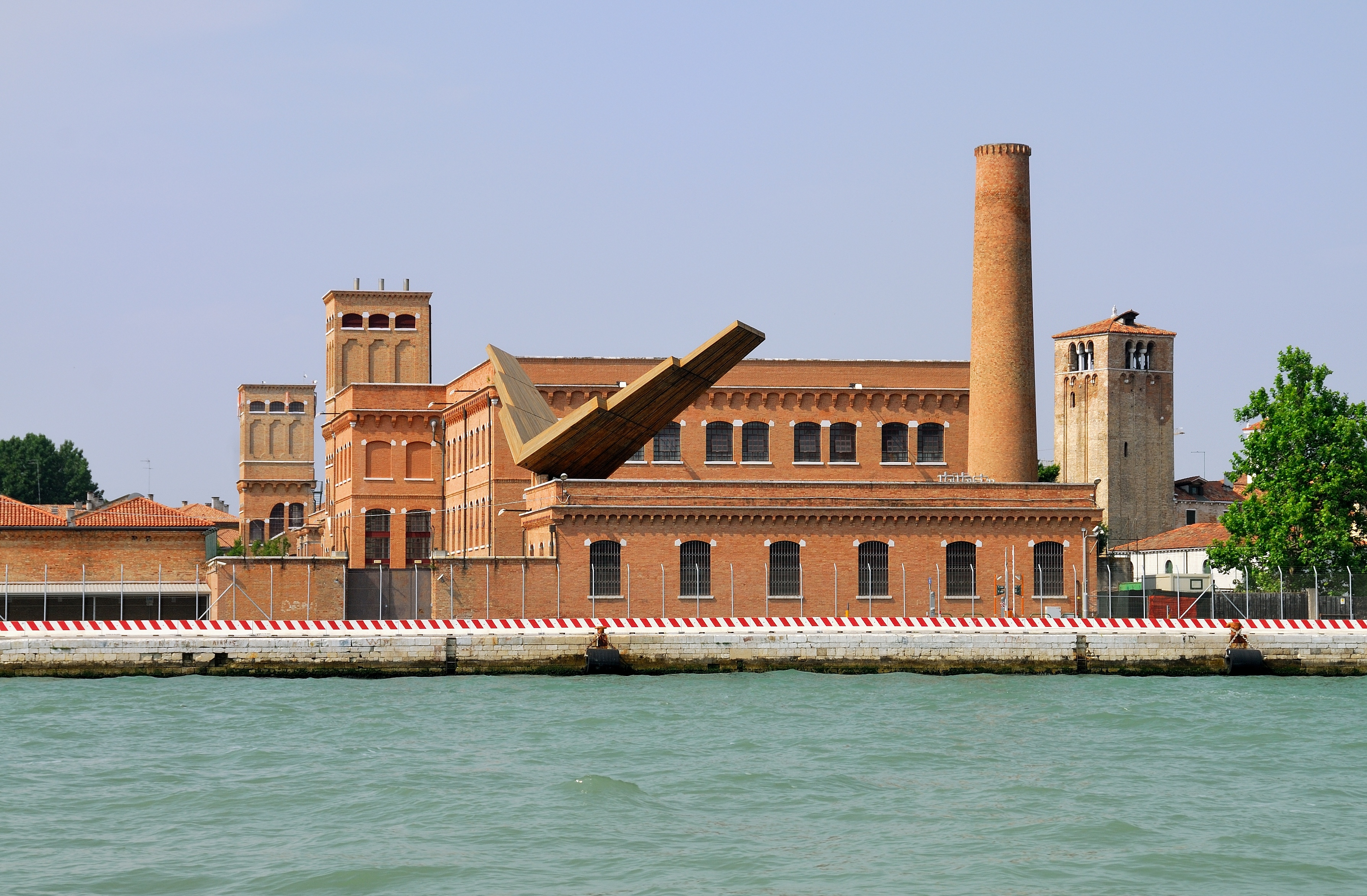
ヴェネツィア建築大学

ヴェネツィア建築大学（ヴェネツィアけんちくだいがく、Università Iuav di Venezia）は、イタリア・ヴェネツィアの大学。Iuav はIstituto Universitario di Architettura di Veneziaの略。

## 著名な出身者
- カルロ・スカルパ（建築家、1906-1978）
- ジャンカルロ・デ・カルロ（建築家、都市計画家、建築理論家、RIBAロイヤルゴールドメダル受賞者（1993）、1919-2005）
- ブルーノ・モラスッティ（建築家、1920-2008）
- グラツィアーノ・ガスパリーニ（歴史家・建築家、1924-2019）
- ロベルト・ゴッタルディ（イタリア・キューバ出身の建築家、1927-2017）
- マッシモ・ヴィニェッリ（デザイナー、1931-2014）
- コスタンティーノ・ダルディ（建築家、1936-1991）
- グイド・グイディ（写真家、1941-）
- ジーノ・フィニツィオ（デザイナー・建築家、1941-）
- アッバス・ガーリブ（建築家、1942-）
- マリオ・ボッタ（建築家、1943-）
- フランコ・ステラ（建築家、1943）
- フランチェスコ・ダルコ（建築家、1945-）
- ミロ・マナーラ（コミック作家・アーティスト、1945-）
- マルコ・フラスカリ（建築家・建築理論家、1945-2013）
- マウリツィオ・ボログニーニ（メディア・アーティスト、1952-）
- アントニオ・マルティネッリ（写真家、1953-）
- ステファノ・ボエリ（建築家、1956-）
- ルイジ・ブルグナーロ（2015年から第13代ヴェネチア市長、1963-）
- ベネデッタ・タグリアブエ（建築家、1963-）
- アレハンドロ・アラヴェナ（建築家、プリツカー建築賞受賞者（2016）、1963-）
- ニコラ・ヴェルラート（イタリアの画家、彫刻家、建築家、音楽家、1965-）
- ダヴィデ・プレテ（建築家・建築家、1974-）
- アントニオ・パヴァネッロ（ラグビー選手、1982-）
- イラ・ベッカ（建築家の映画監督・プロデューサー）